# USS Rasher (269)
El USS Rasher (SS/SSR/AGSS/IXSS-269) fue un submarino de la clase Gato que perteneció a la Armada de Estados Unidos y participó en diferentes acciones bélicas durante la Segunda Guerra Mundial y la Guerra de Vietnam. Su nombre hace referencia al pez rasher (vermilion rockfish), que se encuentra de forma habitual en la costa de California.

## Acciones principales
A lo largo de la Segunda Guerra Mundial hundió 21 barcos japoneses (99 901 toneladas).
- El 25 de febrero de 1944 atacó a un convoy japonés cerca de la Isla de Bali y hundió al carguero Tango Maru y al buque de transporte de tropas Ryusei Maru. En el Tangu Maru viajaban trabajadores forzados de Java y prisioneres de guerra, su hundimieno provocó la muerte de 3 000 personas y hubo 500 supervivientes. El Riusei Maru transportaba más de 6 000 soldados japoneses, 5 000 de los cuales perecieron en el naufragio.[2]
- En la noche del 18 al 19 de agosto de 1944 atacó con torpedos al buque de transporte japonés Teia Maru que se hundió en la posición 18°16′00″N 120°21′00″E / 18.26667, 120.35000. Fallecieron 2 655 personas.
- El 18 de agosto de 1944 alcanzó con un torpedo al portaviones japonés Taiyō, cerca del Cabo Bolinao, en Luzón (Islas Filipinas) 18°10′00″N 120°22′00″E / 18.16667, 120.36667. La explosión provocó que los depósitos de combustible de aviación del portaviones estallasen. El barco se hundió en menos de 30 minutos, fallecieron 800 personas y hubo 400 supervivientes.